# Kemény Hajni
Kemény Hajni (Temesvár, 1901. augusztus 17. – Temesvár, 1921. szeptember 7.) magyar költőnő.

## Életútja
Középiskolai tanulmányait szülővárosában végezte. Orvos apja házában irodalmi szalont tartott fenn, ahol Temesvár fiatal művészei – köztük Bardócz Árpád, Bechnitz Sándor, Endre Károly, Szuhanek Oszkár – rendszeresen találkoztak. Pesszimisztikus hangvételű, Ady- és avantgárd hatásokat mutató szabad versei halála után jelentek meg az Epitaphium című kötetben (Temesvár, 1922). "A be nem fejezettség művészete és lyrája ez – állapította meg a versfüzérhez írott bevezetőjében Endre Károly. – De fölötte egy páratlan erős és érett intellektus áll, és éles, átható tekintetét a külső világtól függő, megkötött és fel nem szabadított leányéletre szegezi."